# Guatteria cinnamomea
Guatteria cinnamomea este o specie de plante angiosperme din genul Guatteria, familia Annonaceae, descrisă de D. R. Simpson. Conform Catalogue of Life specia Guatteria cinnamomea nu are subspecii cunoscute.